# TimeSlips
TimeSlips – amerykańska metoda terapeutyczna adresowana do seniorów z demencją.

## Historia
Nazwa metody, zależnie od kontekstu oznaczać może wymykanie się czasu spod ludzkiej kontroli, jego niezauważalne odchodzenie. Autorką TimeSlips jest Anna Davis Basting, która w 1995 otrzymała tytuł doktora teatrologii i rozpoczęła pierwsze prace metodyczne (zajęcia typu teatralnego) z pensjonariuszami domu pomocy społecznej dla seniorów sprawnych poznawczo. Z czasem rozszerzyła działalność w Milwaukee na seniorów z demencją, którzy nie byli już zdolni do odgrywania scenek ani korzystania z zasobów własnego doświadczenia. Z czasem metoda była przez nią udoskonalana w stronę pracy z seniorami demencyjnymi, stanowiąc dla tych osób atrakcyjne doświadczenie przy jednoczesnym wykluczeniu konfrontacji z objawami chorobowymi.

## Metodyka
Metoda polega na wymyślaniu przez uczestników zajęć różnorakich historii, opowieści, poczynając od pokazania uczestnikom ilustracji, czy zdjęcia. Opowieści snute na tej kanwie nie muszą dotyczyć bezpośrednio widzianego wizerunku, ale raczej winny podążać w stronę kreatywnego uruchamiania wyobraźni, w nawiązaniu do przeszłości danego uczestnika lub stawianiu hipotez, co do przyszłości. Chodzi tu przede wszystkim o budowanie luźno powiązanej narracji wokół przedstawionych motywów oraz grupowe wymyślanie fabuł. Działania te winny być swobodne i nieskrępowane. Nie powinny nawiązywać do rzeczywistej wiedzy uczestników lub jakichś faktów, czy wspomnień (u ludzi z zespołami otępiennymi wywoływałoby to stres), ale raczej do twórczej wyobraźni i fantazji.
Na terenie USA zajęcia są najczęściej prowadzone przez dwójkę terapeutów (moderatora i sekretarza zapisującego wyniki), na grupy składa się od pięciu do dwudziestu osób (w Europie zwykle mniej: od trzech do siedmiu ludzi) zasiadających w kole i przyjmuje się, że tworzona podczas najwyżej dwugodzinnej sesji fabuła winna być doprowadzona do końca (finału), tak by można ją było odczytać podczas podsumowania wszystkim uczestnikom. Najlepsze efekty osiągane są w grupie seniorów w pierwszym i drugim stadium demencji, przy prezentacji obrazów niejednoznacznych, uwalniających fantazję i możliwych do różnorakich interpretacji. Seniorzy są w ten sposób motywowani do spontaniczności i otwartości. Do sesji TimeSlips dobiera się uczestników bez większych dysfunkcji wzroku i słuchu, posługujących się komunikacją werbalną, wykazujących kreatywność w czasie innych zajęć, uzewnętrzniających myśli i odczucia oraz umiejących zachować koncentrację na czynnościach przynajmniej przez krótki czas. We Włoszech metodę rozwija się m.in. w muzeach i galeriach.

## Skuteczność
W 2009 Thomas Fritsch i Jung Kwak dowiedli po przeprowadzonych badaniach, że u seniorów z demencją sesje TimeSlips poprawiają stan emocjonalny i skłonność do aktywności oraz poszerzają zakres realizowanych działań, jak również wzmagają koncentrację i uwagę. Seniorzy częściej utrzymują kontakt wzrokowy i lepiej komunikują się werbalnie. W 2014 T. Fritsch potwierdził te dane, ale zauważył też podwyższenie jakości interakcji ze strony opiekunów, czy terapeutów.